# Holger Gabrielsen
Holger Bjerring Gabriel Gabrielsen (født 27. november 1896 i København, død 7. maj 1955) var en dansk skuespiller, teaterinstruktør og dramalærer.

## Skuespiller
Gabrielsen læste hos skuespilleren Thorkild Roose og gik derefter på Det Kongelige Teaters elevskole 1915-17. Han debuterede 15. oktober 1916 som Søren Torp i Genboerne.
Han havde næsten hele sin skuespillerkarriere på Det Kgl. Teater, hvor han i alt spillede 191 roller i både klassiske og moderne stykker og i såvel det tragiske som komiske rollefag. Han regnes som en af de bedste Holberg-fortolkere nogensinde.
Udover sin lange karriere på Det Kongelige Teater var Gabrielsen på gæstespil i Oslo i 1937 og spillede i 1938 professor Mensch i Han sidder ved Smeltediglen på Folketeatret.

## Instruktør og lærer
Gabrielsen debuterede som instruktør med forestillingen Lysistrate i 1927 og iscenesatte den sidste Scala Revy "Punktum - Finale". I 1931 blev han fastansat som instruktør ved det Kgl. Teater og instruerede i de følgende år en lang række forestillinger. Fra 1927 til sin død var han desuden lærer på Det Kongelige Teaters elevskole.

## Kendte roller
- Mosca i Volpone
- Truffaldino i Een Tjener og to Herrer
- Henrik i Den politiske Kandestøber
- Erasmus Montanus (titelrolle)
- Skriverhans i Eventyr paa Fodrejsen
- Pofessor Mensch i Han sidder ved Smeltediglen
- Gamle Levin i Indenfor Murene
- Kaspar Røghat i Der var engang
- Sjælen i En sjæl efter døden
- Malvolio i Hellig Trekongersaften
- Harpagon i Den Gerrige

## Familie
Gabrielsen var søn af restauratør Jens Gabrielsen og hustru Ane Christine, født Christensen. Han var ugift. Holger Gabrielsen begik selvmord ved at skyde sig i hjertet, da han følte sig presset af rygterne om homosexualitet.
Holger Gabrielsen er urnebegravet på Vestre Kirkegård.

## Tillidshverv
- Formand for Skuespillerforeningen af 1879
- Medlem af Holberg Samfundets bestyrelse
- Medlem af bestyrelsen for Den Holbergske Stiftelse Tersløsegård
- Medlem af Selskabet for dansk Teaterhistories bestyrelse

## Hæder
- Teaterpokalen (1933)
- Studenternes æreskunstner (1940)
- Optaget i Holberg-Klubben i Bergen (1952)